# شب‌بوی ایرانی
شب بوی ایرانی (نام علمی:  Hesperis persica) نام یک سرده از تیره شب‌بویان است.